# Кабанка (Новосибирская область)
Кабанка — деревня в Татарском районе Новосибирской области. Входит в Кочневский сельсовет.

## География
Площадь деревни — 63 гектара.

## Население
| 2002 | 2007 | 2010 |
| ---- | ---- | ---- |
| 145  | ↘119 | ↘109 |

## Инфраструктура
В деревне по данным на 2007 год функционируют 1 учреждение здравоохранения и 1 учреждение образования.